# Ludwig Deubner

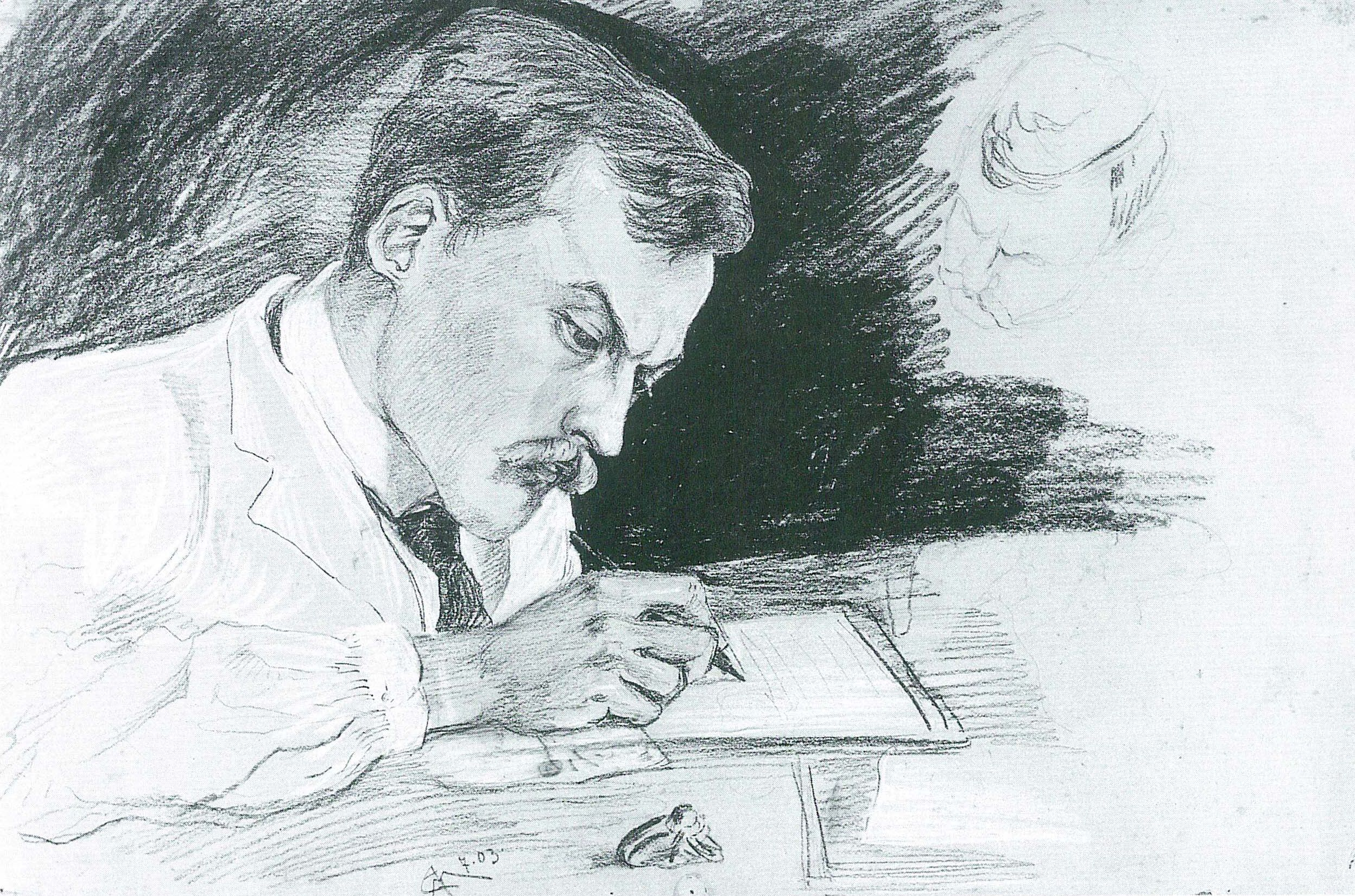
August Macke: Dr. Ludwig Deubner, schreibend (Bonn 1903)

Ludwig August Deubner (* 3. Februar 1877 in Riga; † 25. März 1946 in Berlin) war ein deutscher Altphilologe und Religionswissenschaftler.

## Leben und Leistungen
Deubner promovierte 1899 an der Universität Gießen und legte das Staatsexamen ab. Er absolvierte das Referendariat in Bonn und habilitierte sich 1903 an der Rheinischen Friedrich-Wilhelms-Universität. 1906 folgte er einem Ruf an die Albertus-Universität Königsberg als außerordentlicher Professor. 1912 wurde er dort zum ordentlichen Professor ernannt. Aus dieser Position meldete er sich im August 1914 zu Beginn des Ersten Weltkriegs freiwillig zum Landsturm und wurde der neu geschaffenen Funkaufklärung in Königsberg zugeteilt. Für die Schlacht von Tannenberg lieferte er mit Hilfe seiner Russischkenntnisse entscheidende Informationen aus abgehörten russischen Funksprüchen. Im Range eines Majors (Intendanturrat) wechselte er nach wenigen Wochen ins Hauptquartier der deutschen 8. Armee im Osten. Aus dem Boden schuf er als neuer Chef der Funkaufklärung im ganzen Ostfrontbereich eine eigenständige Dienststelle zur Entzifferung der nun verschlüsselten russischen Funksprüche, bei der ihm die Methoden der Altphilologie zugutekamen. Dafür erhielt er beide Klassen des Eisernen Kreuzes und nahm 1917 einen Ruf an die Albert-Ludwigs-Universität Freiburg an. 1918 an der Landesuniversität Dorpat. 1927 trat er die Nachfolge Hermann Diels’ auf dessen jahrelang vakanten Lehrstuhl am Institut für Altertumskunde der Berliner Universität an. Seit 1938 war er Mitglied der Preußischen Akademie der Wissenschaften.
Als Forscher widmete Deubner sich besonders religionsgeschichtlichen Themen; seine Attischen Feste von 1932 gelten noch heute als Standardwerk. Für das Lehrbuch der Religionsgeschichte von Chantepie de la Saussaye lieferte er den Beitrag über die Römer. Deubner stiftete 1945 in seinem Testament ein Stipendium für begabte Studierende der Klassischen Philologie an der Humboldt-Universität Berlin, das erst 2009 das erste Mal verliehen werden konnte.
Deubner hatte 1927 Luise Bücking geheiratet, eine Tochter aus einer angesehenen Marburger Familie, die in ihrer Jugend in München Malerei studiert hatte und dort in den Kreisen der Schwabinger Bohème mit Franziska zu Reventlow und Franz Hessel bekannt war. Hessel hatte ihr sogar vergeblich einen Heiratsantrag gemacht. Deubner war der Vater des Klassischen Archäologen Otfried Deubner und des Physikers Alexander Deubner. Er wurde auf dem Friedhof Wilmersdorf in Berlin beigesetzt.

## Schriften (Auswahl)
- De incubatione capitula duo. Gießen 1899 (Dissertation, Universität Gießen, 1899).
- Kosmas und Damian. Leipzig und Berlin 1907.
- Attische Feste. 1932 (Unveränderter Nachdruck: Wissenschaftliche Buchgesellschaft, Darmstadt/Akademie Verlag, Berlin 1956).
- Kleine Schriften zur klassischen Altertumskunde. Herausgegeben und mit einer Bibliographie sowie einem ausführlichen Register versehen von Otfried Deubner. Königstein/Ts., Hain 1981  (mit Einführung und Vita).